# Pour les soldats tombés
 (décembre 2018).
Si vous disposez d'ouvrages ou d'articles de référence ou si vous connaissez des sites web de qualité traitant du thème abordé ici, merci de compléter l'article en donnant les références utiles à sa vérifiabilité et en les liant à la section « Notes et références ».
Pour plus de détails, voir Fiche technique et Distribution.
Pour les soldats tombés (They Shall Not Grow Old) est un film documentaire britanno-néo-zélandais réalisé et coproduit par Peter Jackson, sorti en 2018. Le film a été réalisé à l'occasion du centenaire de la Première Guerre mondiale en utilisant des archives d'époque provenant du Musée Impérial de la Guerre de Londres. La particularité de ce documentaire provient des clichés colorisés pour l'occasion et auxquels on a ajouté le son et les dialogues. Des témoignages et interviews d'anciens soldats anglais à la BBC accompagnent les vidéos tout au long du film. Grâce à l'usage de nouvelles technologies, chaque séquence du film a pu être colorisée à la main. Les effets sonores tels que les bruits d'obus ou encore les conversations ont également été rajoutés en faisant appel à des agents du secteur criminalistique lisant sur les lèvres. L'addition des couleurs mais aussi des sons permet ainsi une immersion dans l'expérience qu'ont vécue les soldats.
Le titre du film fait référence au poème Pour les soldats tombés (en) de Laurence Binyon (en) paru en 1914, dont le vers They shall grow not old a inspiré le titre en anglais.

## Fiche technique
Sauf indication contraire, les informations mentionnées dans cette section peuvent être confirmées par la base de données cinématographiques IMDb,  présente dans la section « Liens externes ».
- Titre original : They Shall Not Grow Old
- Titre français : Pour les soldats tombés
- Réalisation : Peter Jackson
- Montage : Jabez Olssen
- Musique : Plan 9 (David Donaldson, Steve Roche et Janet Roddick)
- Production : Peter Jackson et Clare Olssen

Producteurs délégués : Ken Kamins et Tessa Ross
- Sociétés de production : WingNut Films, House Productions et Trustees of the Imperial War Museum
- Sociétés de distribution : Trafalgar Releasing (Royaume-Uni), Warner Bros. (États-Unis)
- Budget : n/a
- Pays d'origine :  Nouvelle-Zélande,  Royaume-Uni
- Langue originale : anglais
- Format : couleur - 1.78:1
- Genre : documentaire
- Durée : 99 minutes
- Dates de sortie[2] :
  - Royaume-Uni : 16 octobre 2018 (festival du film de Londres)
  - Royaume-Uni : 9 novembre 2018
  - Royaume-Uni : 11 novembre 2018 (diffusion sur BBC Two)
  - France : 3 juillet 2019

## Accueil

### Critiques
Le film reçoit d'assez bons retours, avec une note moyenne de 3.5 sur AlloCiné pour la presse française.
Parmi les critiques positives, Le Point déclare que « c'est un film bouleversant sur la guerre. » La revue Les Fiches du cinéma juge que « Peter Jackson donne un nouveau visage, plus humain, à la Première Guerre mondiale. Les images sont saisissantes, les commentaires poignants et le documentaire une réussite à tous les niveaux. » Pour Le Figaro, Jackson « livre, en couleurs, un film au réalisme terrifiant. »
En critiques mitigées, La Croix juge que « s'il a le mérite de montrer l’état d’esprit de la troupe côté britannique (engagement volontaire, patriotisme, respect de l’adversaire), l’absence de tous repères géographiques ou chronologiques ne permet malheureusement pas de restituer l’expérience de la guerre dans la durée. » Première trouve le film « littéralement bouleversant » mais lui reproche un récit « forcément orienté. »
En revanche, en critiques négatives, le magazine Les Inrockuptibles déclare qu'« à mesure que le film égrène ses archives repeintes en vert-jaune sépia, le spectateur est pris d’un malaise croissant. » Et pour Libération : « Réalisé à partir d’images d’archives de la Grande Guerre remontées, colorisées et sensationnalisées, le docu de Peter Jackson tourne au recyclage indigne. »

## Production
Selon Peter Jackson, l'équipe de tournage a écouté environ 600 heures d'entrevues de la BBC et du Musée Impérial de la guerre et ont aussi regardé plus de 100 heures de séquences vidéo originales pour réaliser le film. Ces interviews proviennent de 200 vétérans dont 120 extraits audio ont été utilisés dans le documentaire.
Afin d'accentuer le film sur l'histoire des soldats eux-mêmes, le réalisateur a décidé de ne pas faire appel à un narrateur et de laisser le film être décrit par les soldats seulement.

## Diffusion
Le documentaire est diffusé le 11 novembre 2018 sur BBC Two, deux jours après sa sortie dans les cinémas britanniques. Il est disponible aux États-Unis le 17 décembre 2018. En France, il sort le 3 juillet 2019 au cinéma.

## Distinctions

### Sélection
- Festival international du film de Rome 2018 : sélection en compétition internationale

### Nomination
- 72e cérémonie des British Academy Film Awards : nomination au meilleur film documentaire